# St. Johann Baptist (Auerbach in der Oberpfalz)

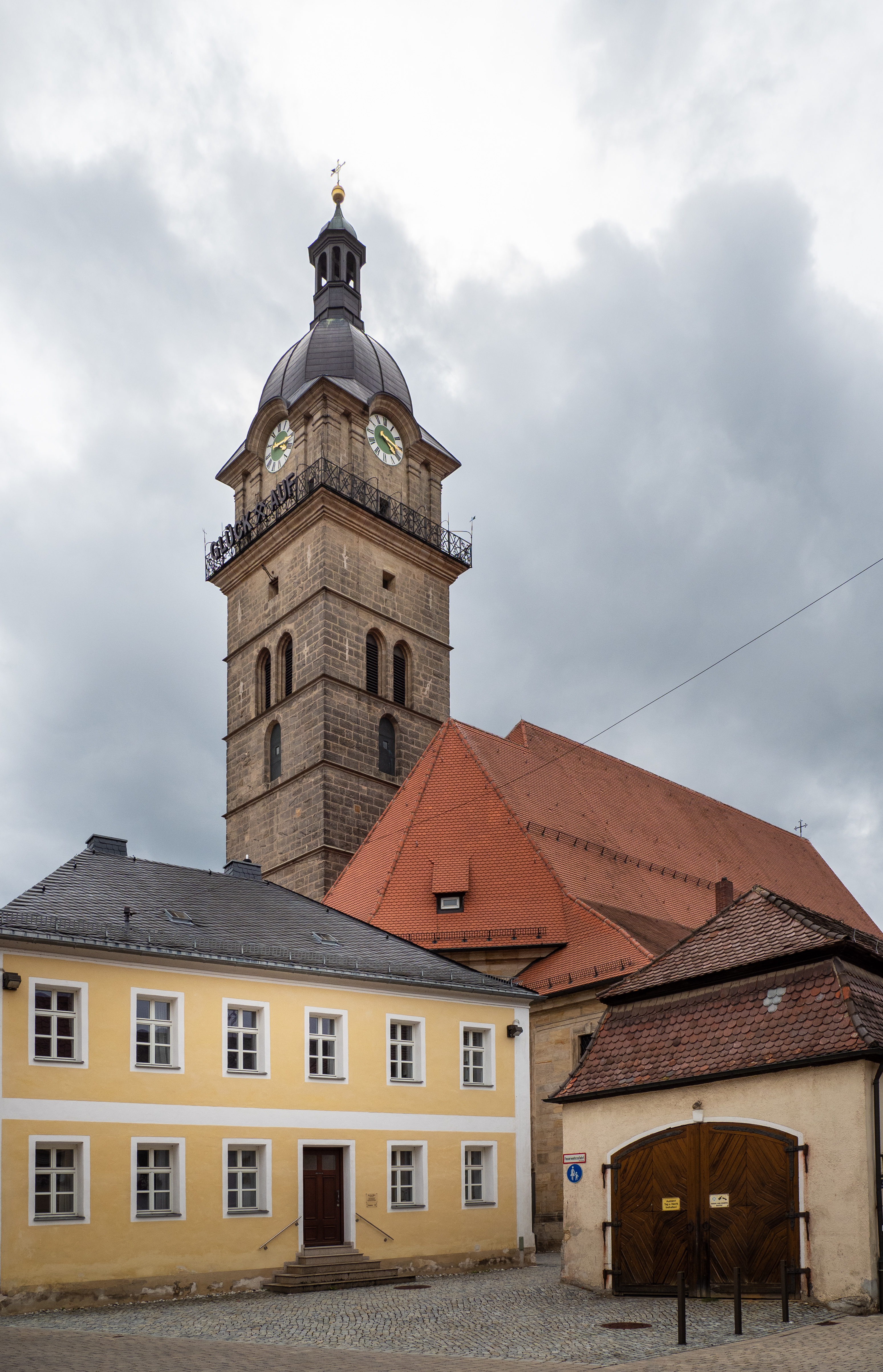
St. Johann Baptist (Auerbach in der Oberpfalz)

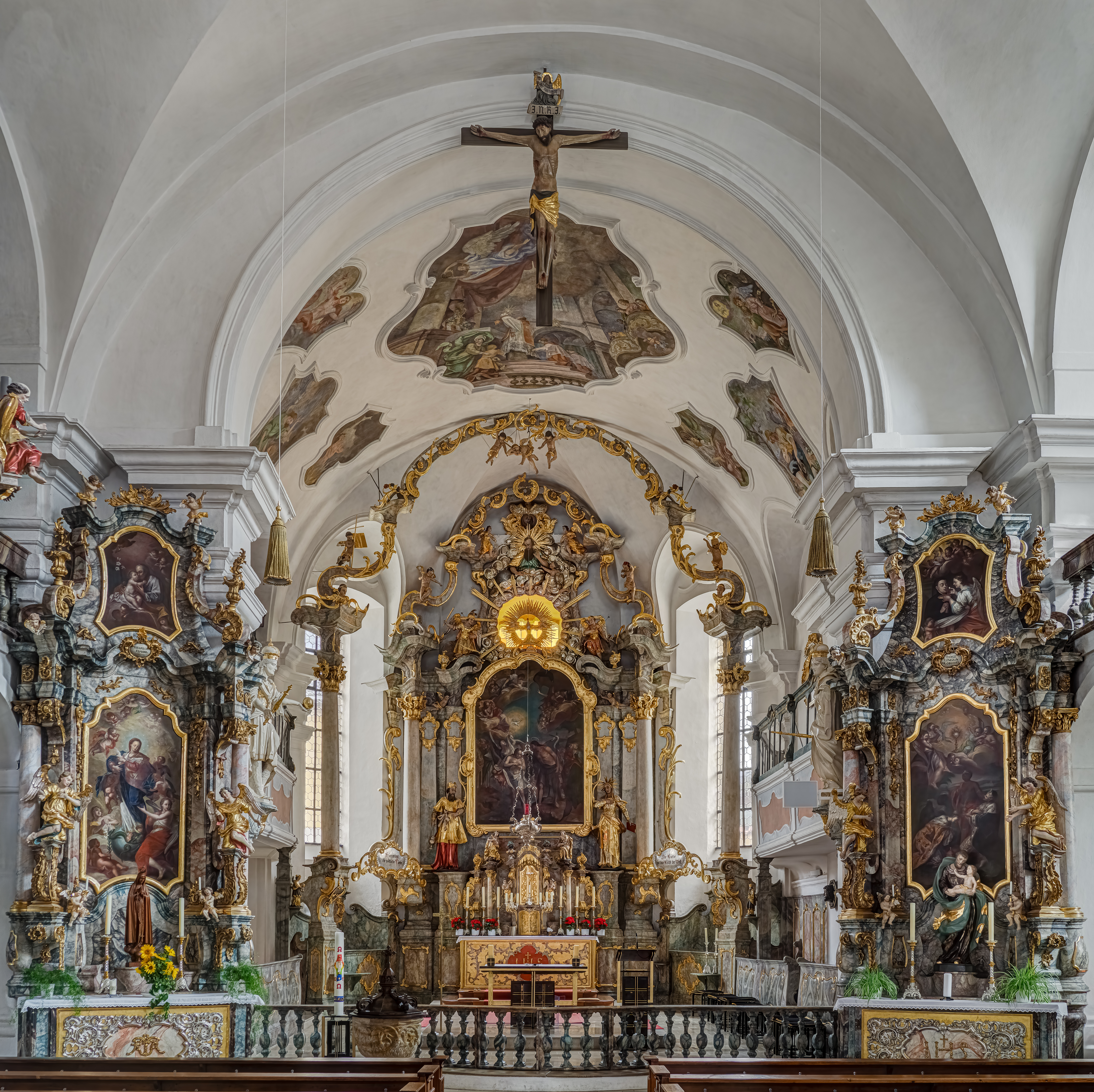
Innenansicht

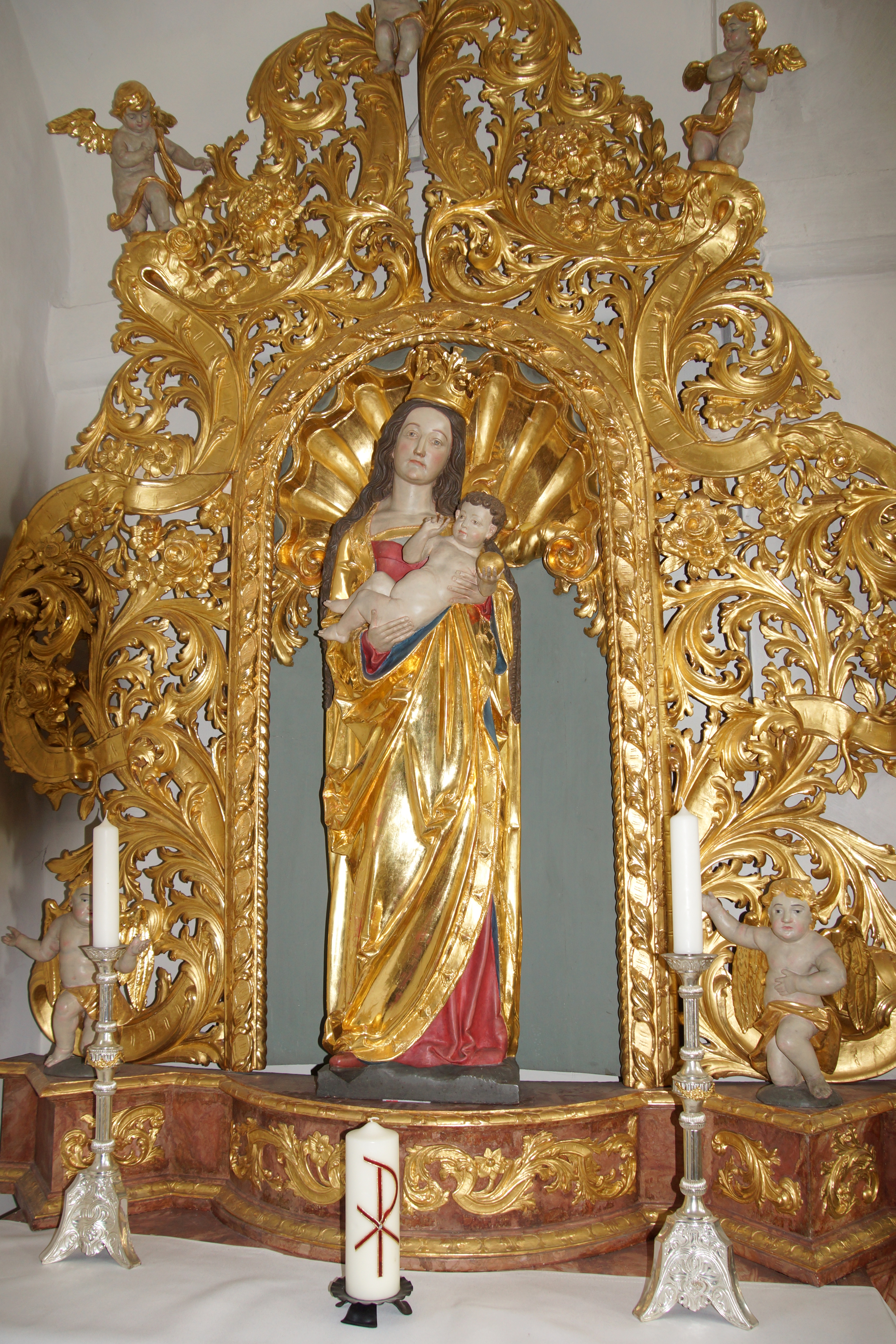
Akanthusaltar

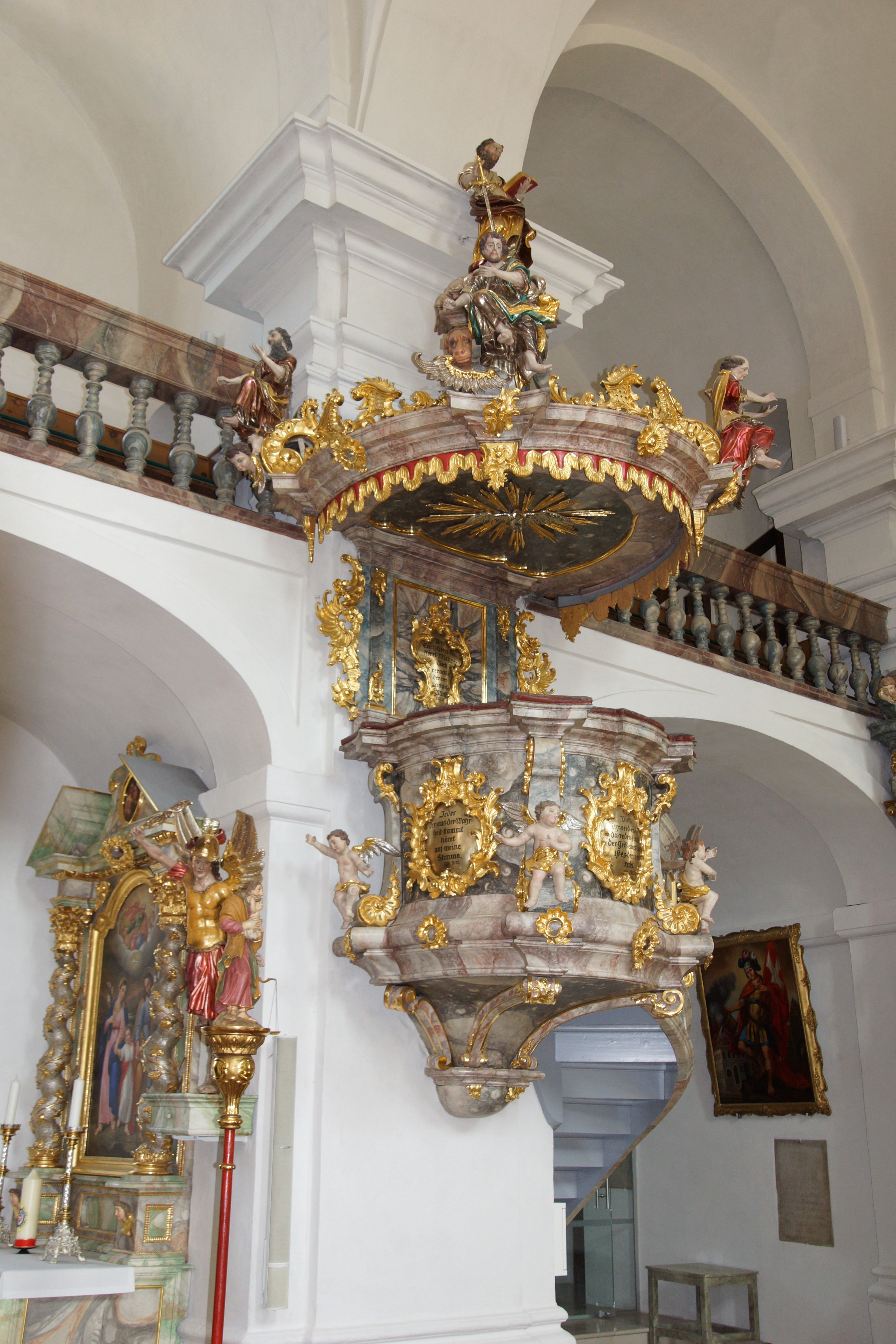
Kanzel

Die römisch-katholische Pfarrkirche St. Johann Baptist (auch: St. Johannes der Täufer) ist eine ursprünglich gotische, barockisierte Saalkirche in Auerbach in der Oberpfalz im Oberpfälzer Landkreis Amberg-Sulzbach. Sie gehört zur Kirchengemeinde St. Johann Baptist im Dekanat Auerbach des Erzbistums Bamberg. In der Nachbarschaft befindet sich das zugehörige Pfarrhaus.

## Geschichte und Architektur
Die Kirche war bis ins 17. Jahrhundert von einem Friedhof umgeben und bildet einen unverwechselbaren Ostabschluss des Straßenmarktes. Infolge der Marktverlegung des Klosters Michelfeld wurde eine Kirche zunächst aus Holz, im 14. Jahrhundert dann aus Stein erbaut. Bei den Hussitenkriegen im Jahr 1430 wurde die Kirche schwer beschädigt und daher weitgehend neu erbaut. In den Jahren 1555 wurden Turm und Haube erhöht. In den Jahren 1685–1686 wurde das Langhaus durch den Maurermeister Johann Kirchberger  nach Plänen Georg Dientzenhofers umgebaut und erweitert, wobei die gotischen Außenmauern des Langhauses und des Turms wieder verwendet wurden. Im Jahr 1730 wurde die Annakapelle als Stiftung des Pfarrers Friedrich Trettenbach an die Nordseite des Langhauses angebaut. 1755 wurde die Orgelempore verändert. In den Jahren 1779–1781 wurde der Chor durch Thomas Sebastian Preysinger neu erbaut und eine Sakristei angefügt. Das Chorgewölbe wurde 1794 ausgebessert. Nach einem Brand 1868 wurde der Turm 1886 wiederaufgebaut. Renovierungen wurden um 1900, 1939/1940 und 1976–1979 durchgeführt.
Das Bauwerk ist als Wandpfeilerkirche mit eingezogenem, dreiseitig geschlossenem Chor und einem Turm im Südwestwinkel des Chores ausgeführt. Die östlichen Teile sind als Sandsteinquaderbau, die übrigen Teile als Putzbau ausgeführt. Die zweiachsige Westfassade ist mit Korbbogenportalen gestaltet; darüber ist eine bemalte, mehrfach restaurierte Stockfigur des heiligen Johann Nepomuk aus der Mitte des 18. Jahrhunderts angebracht.
Der weite, leicht gedrückte Kirchenraum ist von einem Tonnengewölbe mit Stichkappen überspannt, im Chor sind die Gewölbe durch Stuckrahmen bereichert. Das Deckengemälde stammt von 1944. Zwischen den Wandpfeilern sind halbhohe Kapellen mit darüberliegenden Emporen angeordnet. Die Emporen haben marmorierte Balustraden und sind über zwei Wendeltreppen im Westende zugänglich. 
Die Gemälde an der Orgelempore wurden vermutlich von Johann Michael Wild im Jahr 1762 ausgeführt und zeigen König David mit musizierenden Engeln.

## Ausstattung
Die reiche Barockausstattung besteht aus mehreren prächtigen barocken Altären. Der Hochaltar ist eine Stiftung des in Wien tätigen Kaufmanns Johann Michael Niller († 1780). Der aufwändig gestaltete Säulenaufbau wurde 1780 von dem Amberger Bildhauer Philipp Lutz geschaffen und 1785 von Wolfgang Pösl gefasst.
Das Altarblatt zeigt die Taufe Christi, flankiert von den Seitenfiguren der Heiligen Zacharias und Elisabeth, darüber die Erzengel Michael und Gabriel, zuoberst Gottvater und den Heiligen Geist.
Die mächtigen Nebenaltäre an den Seiten des Chorbogens wurden 1762/1763 von Franz Xaver Schlott aus Amberg und dem Auerbacher Schreiner Rab gefertigt. Die Fassung, die Altarblätter und die kleinen Bilder in den Architekturteilen  wurden 1765–1768 von Johann Michael Wild angefertigt; das nördliche Altarblatt zeigt Maria Immaculata, das südliche die Verehrung des Allerheiligsten Altarsakraments durch die vier Erdteile.
Der Altar der Annakapelle wurde von Johann Michael Doser und Johann Thomas Wild 1730 geschaffen. Das Altarbild von Ludwig Seitz aus dem Jahr 1861 zeigt den Unterricht von Maria durch die heilige Anna.
Die Altäre der ersten beiden Seitenkapellen stammen aus den Jahren 1680/1690, der nördliche zeigt ein Altarblatt des heiligen Joseph von Johann Karl aus dem Jahr 1831, der südliche aus den Jahren 1720/1730 ist mit Laub- und Bandelwerk geschmückt und zeigt ein Altarblatt mit der Kreuzigung Christi, das wohl von demselben Maler stammt. 
Die vier in westlicher Richtung folgenden Seitenkapellen enthalten Akanthusaltäre (eine Sonderform der Altargestaltung in der Oberpfalz) von Johann Michael Doser mit einer Fassung von Thomas Wild. Dazu gehört der Marienaltar auf der Nordseite mit einer Nischenfigur der Muttergottes in einem durch Blüten und Putten belebten Kranz aus bewegten Akanthusranken. Auf der gegenüberliegenden Seite ist als Pendant der Altar mit einer Nischenfigur des heiligen Sebastian aufgestellt; beide Altäre stammen aus der Zeit um 1710.
Die rückwärtigen Blumenbüschelaltäre von 1705 sind in etwas altertümlichen schweren Laubwerkformen gestaltet. Der nördliche Altar ist mit einer um 1500 entstandenen Figur der heiligen Anna, der Schutzpatronin der Bergleute ausgestattet, der südliche mit einer pathetischen barocken Figur des heiligen Jakobus.
Der sächsisch beeinflusste Taufstein mit Astwerkbögen aus dem Jahr 1525 steht in der Annakapelle. Die Kanzel von Schlott aus den Jahren 1762/1763 wurde von Wild in den Jahren 1765/1768 gefasst und zeigt den heiligen Paulus auf dem Schalldeckel.
Die Beichtstühle wurden ebenfalls von Niller gestiftet und stammen aus der zweiten Hälfte des 18. Jahrhunderts. Die Oratorien wurden von Pösl farbig gefasst.
Eine geschnitzte Johannes-Schüssel aus der Zeit um 1500 ist an der Südwand des Chores zu sehen. Am Chorbogen ist ein Kruzifix aus der Zeit um 1520 angebracht. An den Pfeilern sind etwa lebensgroße Figuren der heiligen Johann Baptist, Florian, Jakobus und Barbara von Doser aus dem Jahr 1728 zu sehen. Neben den östlichen Seitenaltären sind Figuren der Heiligen Michael und Johann Nepomuk aus der Zeit um 1730 aufgestellt, deren originale Fassung 1978 freigelegt wurde.

## Orgel
Die Orgel ist ein Werk (Opus 2252) von G. F. Steinmeyer & Co. aus dem Jahr 1971 mit 25 Registern auf zwei Manualen und Pedal. Dabei wurde der Prospekt einer Orgel von Doser aus dem Jahr 1755 nach einem Entwurf von Johann Konrad Brandenstein aus Stadtamhof wiederverwendet.
Disposition der Steinmeyer-Orgel
| I Hauptwerk C–g3 |       |  |
| Pommer           | 16′   |  |
| Prinzipal        | 8′    |  |
| Gamba            | 8′    |  |
| Oktave           | 4′    |  |
| Rohrflöte        | 4′    |  |
| Quinte           | 2 ⁄3′ |  |
| Blockflöte       | 2′    |  |
| Mixtur V         | 2′    |  |
| Trompete         | 8′    |  |

| II Kronwerk (teilschwellbar) C–g3 |             |  |
| Gedeckt                           | 8′          |  |
| Dulzflöte                         | 8′          |  |
| Prinzipal (nicht schwellbar)      | 4′          |  |
| Hohlflöte                         | 4′          |  |
| Oktave                            | 2′          |  |
| Sifflöte                          | 1′          |  |
| Sesquialter                       | 2 ⁄3+1 3⁄5′ |  |
| Scharf III                        | 1′          |  |
| Rohrschalmei                      | 8′          |  |
| Tremulant                         |             |  |

| Pedal C–f1  |       |  |
| Subbass     | 16′   |  |
| Gedeckt     | 16′   |  |
| Metallflöte | 8′    |  |
| Spitzflöte  | 4′    |  |
| Mixtur IV   | 2 ⁄3′ |  |
| Posaune     | 16′   |  |
| Clarine     | 4′    |  |

- Koppeln: II/I, I/P und II/P

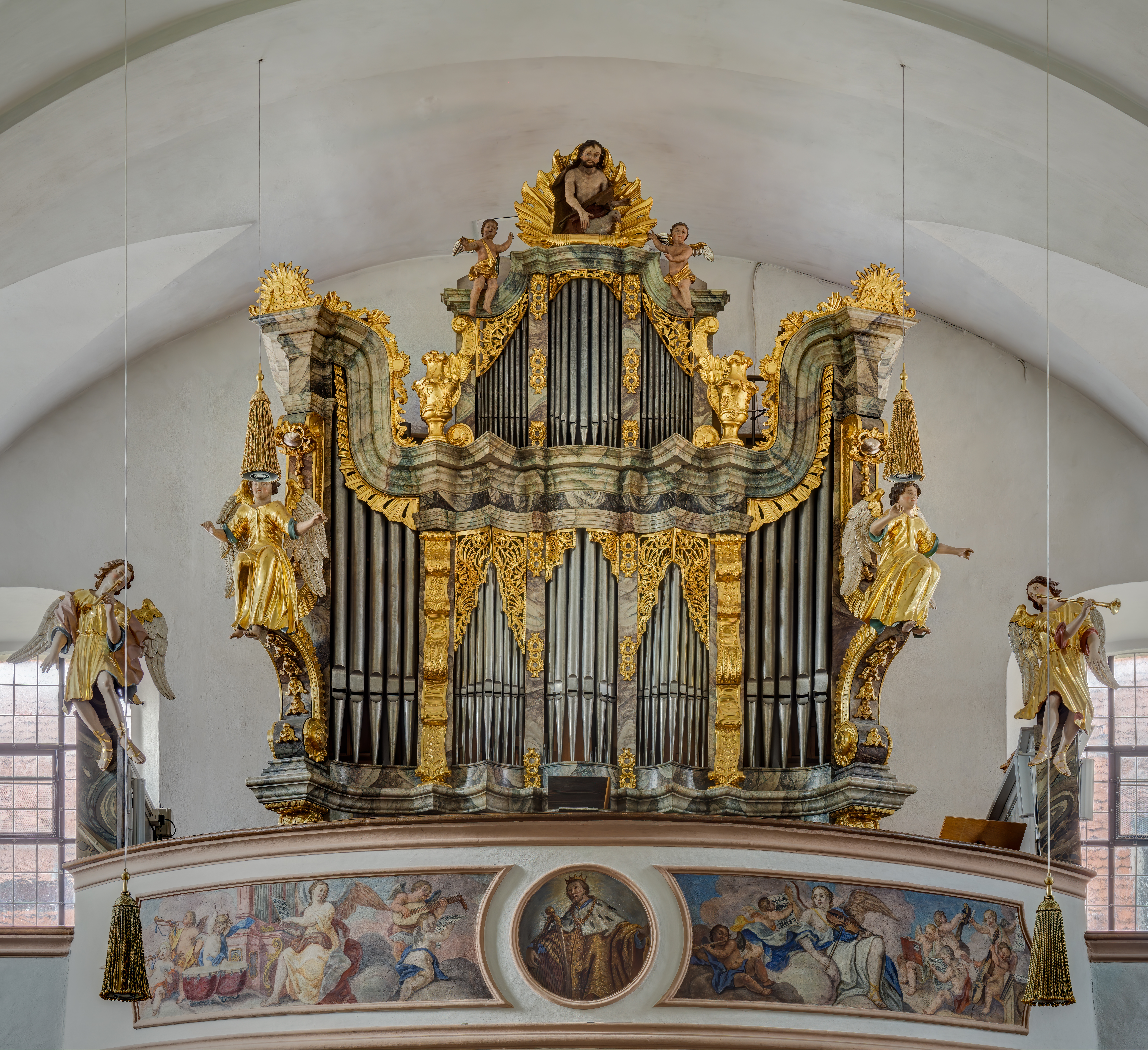
Orgel

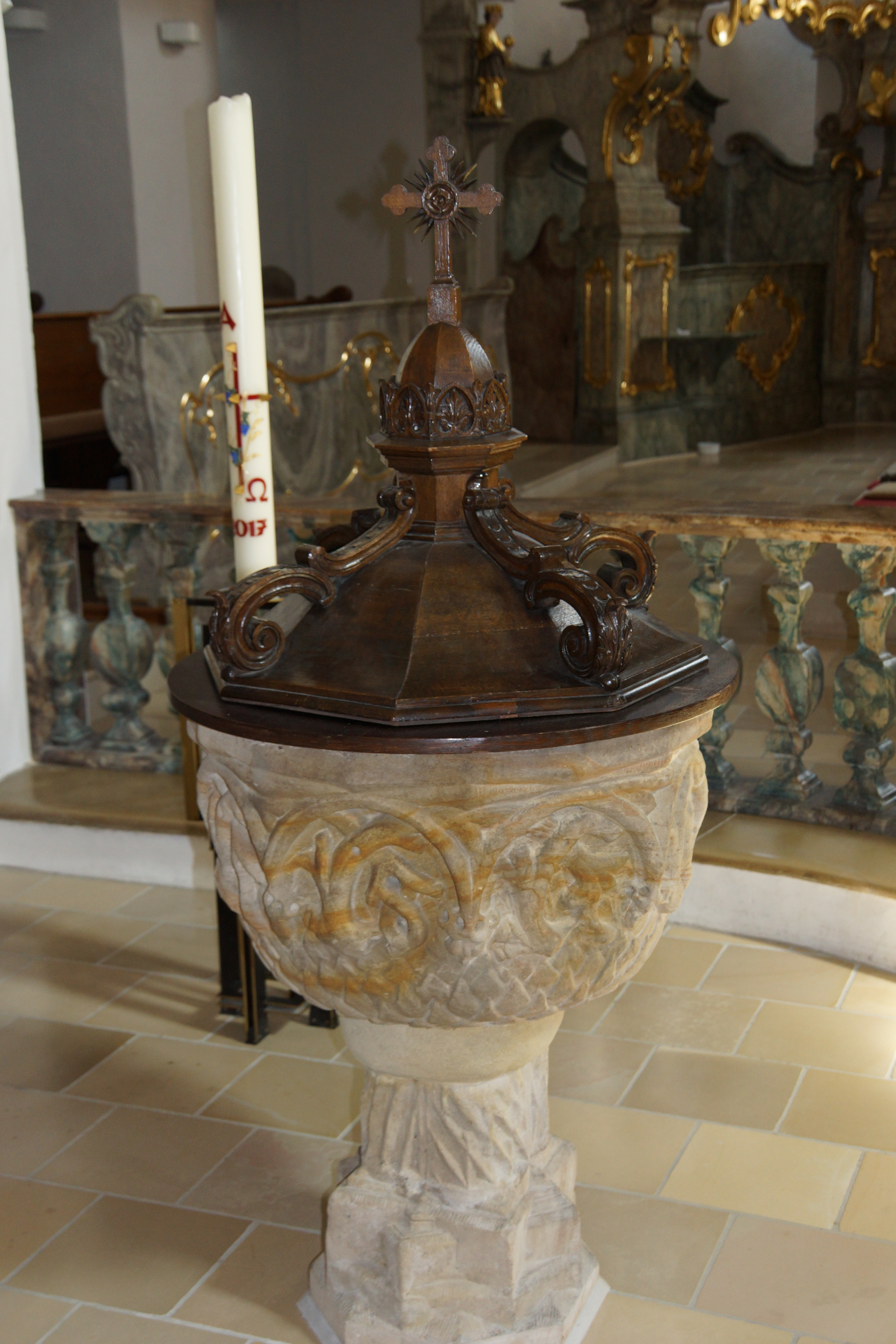
Taufstein

- Spielhilfen: zwei Vorregistrierungen